# 도요카와정
도요카와정(豊川町)은 아이치현 호이군에 설치되었던 정이다. 현재의 도요카와시 중심부에 해당한다.